# Josep Maria Mangado i Artigas
Josep Maria Mangado i Artigas (* 24. Februar 1953 in Barcelona) ist ein katalanischer klassischer Gitarrist und Musikwissenschaftler. Er wird zur Katalanischen Gitarristenschule gerechnet. Als Musikwissenschaftler forscht Mangado über „Die Gitarre in Katalonien“. 1998 hat er das Werk „La guitarra en Cataluña“ herausgegeben.

## Leben und Werk
Mangado begann sein Gitarrenstudium in Sant Feliu de Llobregat bei dem Llobet-Schüler Josep Carnicé (1900–1987). 1972 setzte er das Studium bei Jordi Codina am Städtischen Musikkonservatorium von Barcelona fort. Seit 1992 ist Mangado Professor für Gitarre am Conservatori Municipal de Música de Manresa.
Von 1983 bis 1998 war Mangado Mitglied des Quartet de Guitarres de Barcelona. Mit diesem Quartett unternahm er Konzertreisen durch ganz Europa (Wien, Berlin, Lissabon, Paris, Derry). Bei internationalen Konzertauftritten arbeitete er auch mit der Sopranistin Victoria de los Angeles zusammen. Er arbeitete auch mit weiteren Instrumentalformationen zusammen. Derzeit konzentriert er seine Arbeit auf das mit Jordi Codina gebildete Gitarrenduo Codina-Mangado. Vom Gran Teatre del Liceu wurde er eingeladen, die Gitarrenteile der Opern Don Pasquale von Gaetano Donizetti, Otello von Giuseppe Verdi und der Zarzuela Doña Francisquita von Amadeu Vives zu interpretieren. In dem letztgenannten Auftritt wirkte er mit Alfredo Kraus zusammen. Mit dem Coral Sant Jordi wirkte er bei der Aufführung des Oratoriums Canto General von Mikis Theodorakis auf Texte von Pablo Neruda unter der Leitung von Oriol Martorell zusammen. Mit dem Orquestra Ciutat de Barcelona führte er 1991 die 7. Sinfonie von Gustav Mahler unter der Leitung von Franz-Paul Decker; ähnlich wirkte er im Jahr 2000 bei der Aufführung der Oper Moses und Aron von Arnold Schönberg mit. In beiden Aufführungen übernahm er den Gitarrenpart. Gemeinsam mit Jordi Codina führte er ab 1988 das gesamte Gitarrenwerk von Fernando Sor in Barcelona auf, 1994 das Werk von Josep Ferrer und 1999 das Werk von Leo Brouwer in Barcelona auf.
Unter anderem hat Mangado folgende Werke mit uraufgeführt: Das Llibre del Contrapunt für drei Gitarren von Manuel Valls, die Quatro Ostinatti für zwei Gitarren von Jaume Torrent und die Cosmogonía für zwei Gitarren von Carles Guinovart.
Mangado hat mehrere Tonträger, eine davon mit dem Quartet de Guitarres de Barcelona für das Label Discmedi, eine andere zusammen mit Jordi Codina mit einem monografischen Programm zu Fernando Sor eingespielt. Darüber hinaus existieren mehrere Einspielungen für europäische Rundfunk- und Fernsehsender.
1989 war er Mitglied der Jury des Internationalen Gitarrenwettbewerb Fernando Sor in Rom, 2005 beim Internationalen Gitarrenwettbewerb Miquel Llobet in Barcelona und 2008 beim Internationalen Gitarrenwettbewerb von Camogli in Italien.
Seit 2006 ist Mangado Präsident des Cercle Guitarristic a Catalunya (Gitarristenvereinigung von Katalonien). Neben seiner Lehr- und Konzerttätigkeit betreibt Mangado eine intensive Forschungsarbeit zum Thema „Die Gitarre in Katalonien“. Er hat zu diesem Thema 1998 ein Buch veröffentlicht. Er arbeitete auch an biographischen Beiträgen zu Fernando Sor (erschienen in dem Werk: Luis Gásser (Herausgeber). Estudios sobre Fernando Sor. Madrid 2003). Er arbeitete unter anderem an dem Werk Enciclopedia de la Guitarra. Biografías, Danzas, Historia, Organología, Técnica von Francisco Herrera (Valencia 2006) mit.